# Betton-Bettonet
Betton-Bettonet là một xã thuộc tỉnh Savoie trong vùng Rhône-Alpes ở đông nam nước Pháp. Xã này nằm ở khu vực có độ cao từ 287-571 mét trên mực nước biển.